# Dwars door Vlaanderen 1947

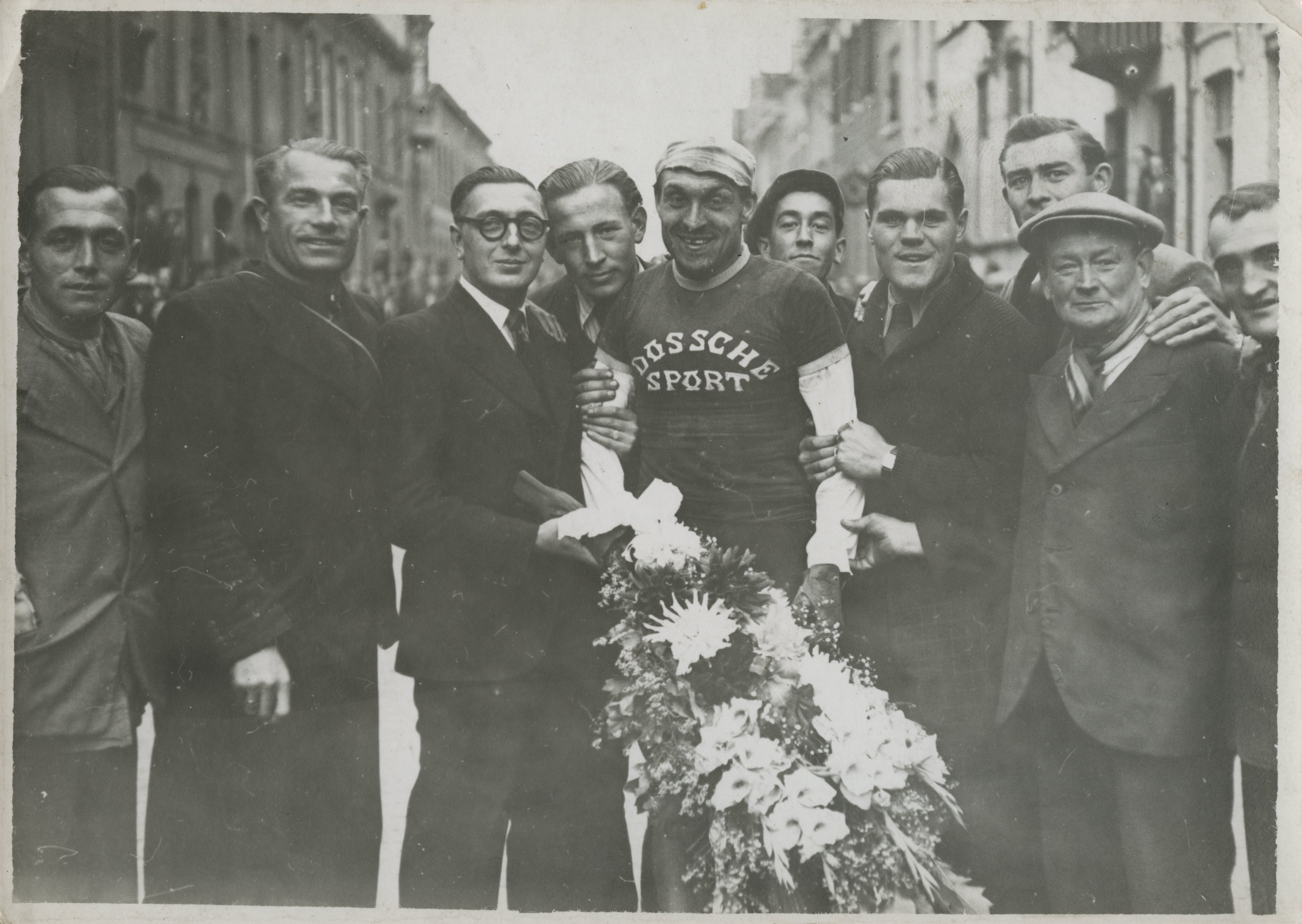
Albert Sercu, Sieger 1947

Dwars door Vlaanderen 1947 (deutsch: Quer durch Flandern) war die 3. Austragung des belgischen Straßenradrennens Dwars door Vlaanderen in der Region Flandern. Das Rennen fand am 16. März 1947 über 207 Kilometer für Berufsfahrer statt. Sieger wurde Albert Sercu aus Belgien.

## Rennverlauf
58 Radrennfahrer waren am Start des Eintagesrennens in Waregem. Die Steigungen am Kwaremont und am Kruisberg stellten die besonderen Herausforderungen des Kurses dar. Bei Oudenaarde bildete sich eine Spitzengruppe von 17 Fahrern, aus der sich Albert Sercu und Julien Van Dijcke noch absetzen konnten. Sercu kam nach einem erneuten Antritt als Solist ins Ziel in Waregem.

## Ergebnis
|        | Fahrer             | Team               | Zeit            |
| ------ | ------------------ | ------------------ | --------------- |
| Sieger | Albert Sercu       | Bertin–Wolber      | 14:03:27 h      |
| 2.     | Julien Van Dijcke  |                    | + 2:40 Minuten  |
| 3.     | Émile Masson       | Alcyon–Dunlop      | + 4:45 Minuten  |
| 4.     | Prosper Depredomme | Dilecta–Wolber     | + 12:00 Minuten |
| 5.     | René Oreel         | Bertin–Wolber      | + 1:09 Minuten  |
| 6.     | Edgard De Caluwé   | Bertin–Wolber      | gl. Zeit        |
| 7.     | Achiel Buysse      | Bertin–Wolber      | gl. Zeit        |
| 8.     | Norbert Callens    | Mercier–Hutchinson | gl. Zeit        |
| 9.     | Albéric Schotte    | Alcycon–Dunlop     | gl. Zeit        |
| 10.    | Julien Janssens    | Metropol–Dunlop    | + 1:46 Minuten  |